# Нёбдино (сельское поселение)
Нёбдино — административно-территориальная единица (административная территория село с подчинённой ему территорией) и муниципальное образование (сельское поселение с полным официальным наименованием муниципальное образование сельского поселения «Нёбдино») в составе муниципального района Корткеросского в Республике Коми Российской Федерации.
Административный центр — село Нёбдино.

## История
Статус и границы административной территории установлены Законом Республики Коми от 6 марта 2006 года № 13-РЗ «Об административно-территориальном устройстве Республики Коми».
Статус и границы сельского поселения установлены Законом Республики Коми от 5 марта 2005 года № 11-РЗ «О территориальной организации местного самоуправления в Республике Коми».

## Население
| 2010 | 2011 | 2012 | 2013 | 2014 | 2015 | 2016 |
| ---- | ---- | ---- | ---- | ---- | ---- | ---- |
| 547  | ↘542 | ↗544 | ↘541 | ↘540 | ↗552 | ↗553 |
| 2017 | 2018 | 2019 | 2020 | 2021 |      |      |
| ↘551 | ↗554 | ↗561 | ↗569 | ↗643 |      |      |

## Состав
Состав административной территории и сельского поселения:
| № | Населённый пункт | Тип населённого пункта       | Население |
| - | ---------------- | ---------------------------- | --------- |
| 1 | Аникеевка        | деревня                      | 9         |
| 2 | Ануфриевка       | деревня                      | 2         |
| 3 | Нёбдино          | село, административный центр | 456       |
| 4 | Паркерос         | деревня                      | 0         |
| 5 | Тимасикт         | деревня                      | 13        |
| 6 | Трофимовская     | деревня                      | 67        |